# Begonia

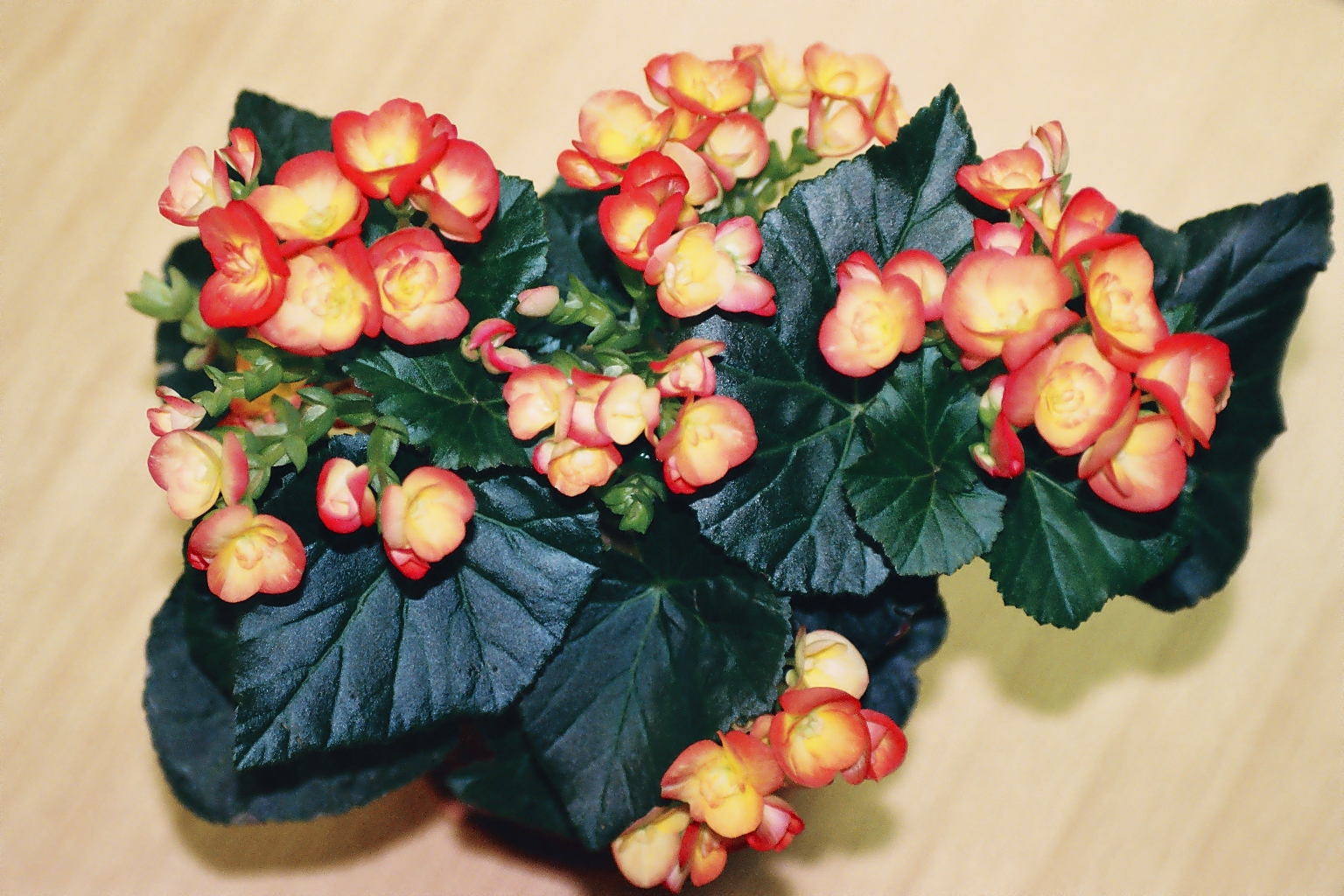
Begonia zimowa

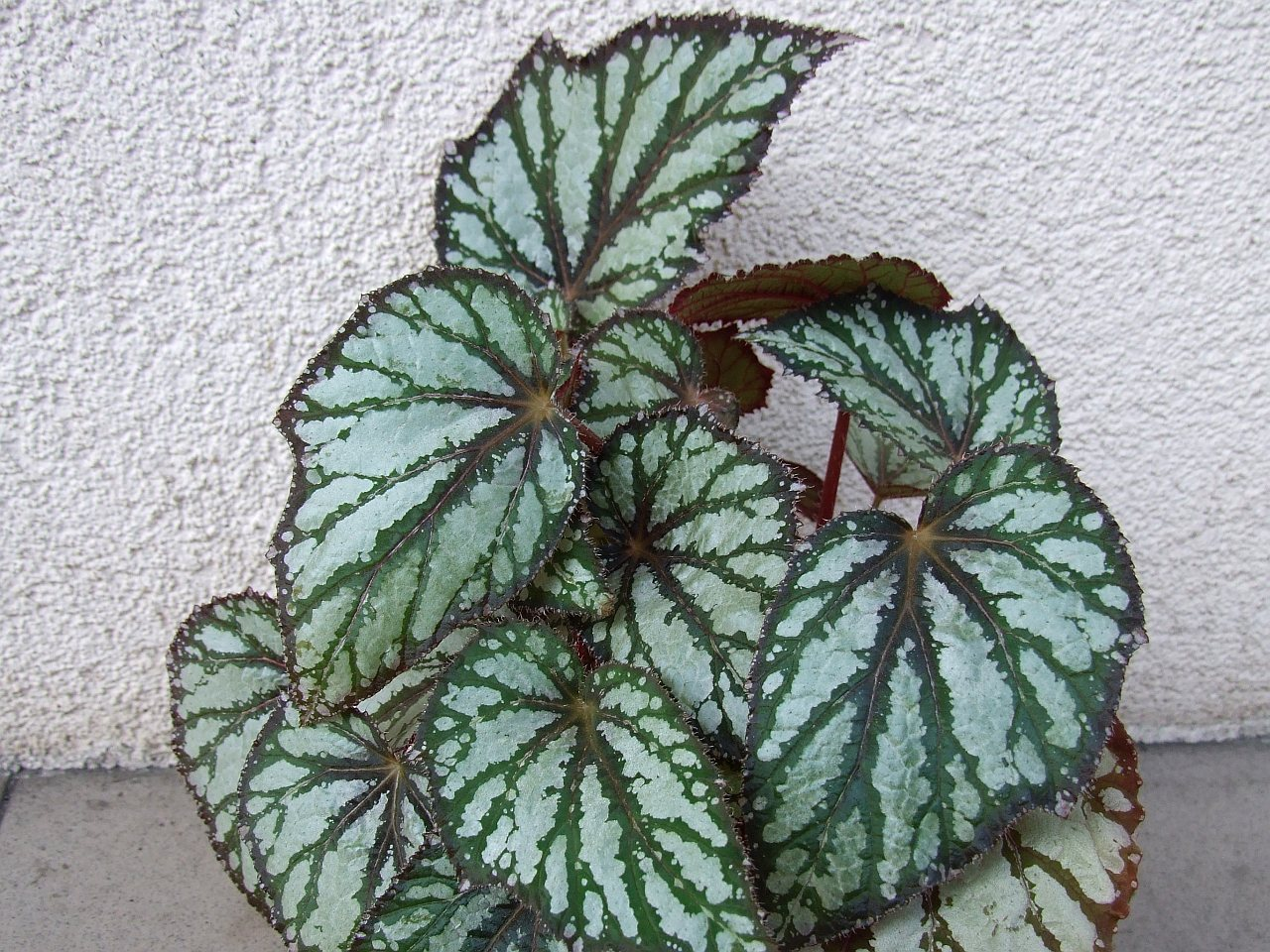
Begonia koralowa

Begonia, ukośnica (Begonia L.) – rodzaj roślin z rodziny begoniowatych obejmujący według różnych autorów 1200–1500 gatunków. Występują na wszystkich, z wyjątkiem Australii obszarach tropikalnych i subtropikalnych kuli ziemskiej, najliczniejsza grupa gatunków występuje w Ameryce Południowej. Jest to jeden z najbardziej obfitujących w gatunki rodzajów roślin. Należą do niego popularne na całym świecie rośliny ozdobne. Nazwa rodzaju pochodzi od nazwiska francuskiego botanika M. Begona. Gatunkiem typowym jest  Begonia obliqua L.

## Morfologia
Begonie są roślinami rozdzielnopłciowymi. Wyrastają na nich osobno kwiaty męskie z pręcikami, a osobno kwiaty żeńskie z charakterystyczną trójskrzydłą zalążnią. Wszystkie gatunki mają liście ułożone naprzemiennie, a blaszki liściowe nie są symetryczne, gdyż ich brzegi różnią się kątem ścięcia u nasady, stąd pochodzenie polskiej nazwy – ukośnica. Begonie cechują się wielkim zróżnicowaniem wielkości, pokroju, charakteru wzrostu. Istnieją zarówno gatunki miniaturowe o wielkości kilku centymetrów, jak i prawie 3-metrowe okazy drewniejące. Są wśród nich rośliny zielne, ale także rośliny o pokroju krzaczastym, jak i drzewiastym, czasami także pnącza. Większość gatunków jest wieczniezielona, ale istnieją także geofity zamierające na zimę, a na wiosnę odradzające się ze swoich organów przetrwalnikowych (np. grupa mieszańców begonii bulwiastej). Niektóre gatunki wytwarzają kłącza lub bulwy.

## Zastosowanie
Rośliny ozdobne. Ogrodnicy dzielą je zazwyczaj na dwie grupy: begonie o ozdobnych liściach i begonie o ozdobnych kwiatach. Rośliny ozdobne z liści różnią się między sobą kształtem blaszek liściowych, ich wielkością oraz zabarwieniem. Zróżnicowanie to sprawia, że begonie są niezwykle atrakcyjnymi roślinami, a łatwość, z jaką dają się krzyżować, doprowadziła do powstawania niezliczonych odmian. Wśród begonii o ozdobnych liściach do najbardziej cenionych należy uprawiana w licznych odmianach wielobarwna begonia królewska, wśród begonii o ozdobnych kwiatach popularne są w uprawie: begonia stale kwitnąca, begonia bulwiasta i begonie zwisające. Różne gatunki begonii uprawiane są jako rośliny pokojowe, nadają się także na balkony, werandy i altany (szczególnie begonie zwisające), niektóre gatunki (np. begonia stale kwitnąca) są uprawiane także w gruncie. Większość uprawianych begonii to wyhodowane przez ogrodników kultywary i mieszańce powstałe ze skrzyżowania różnych, dzisiaj już niemożliwych do ustalenia gatunków.

## Uprawa
- Wymagania: Begonie są stosunkowo łatwe do uprawy. Lubią ziemię przewiewną, lekką. Najlepsza jest standardowa ziemia torfowa. Dla uprawianych w mieszkaniach begonii przez lato i zimę w zupełności wystarcza normalna temperatura pokojowa. Temperatura dla begonii pokojowych nie powinna być niższa od 15 °C. Należy je trzymać w miejscu dobrze lub średnio naświetlonym, np. na parapecie okiennym, lub w jego pobliżu. Rosnąć będą również w ciemniejszym miejscu pokoju, ale wolniej. Dobrze rosną w małej doniczce, gdy jednak staje się zbyt ciasna, należy je na wiosnę przesadzić do doniczki większej o jeden numer. Gatunki uprawiane w gruncie traktuje się jako rośliny jednoroczne, pochodzą bowiem z obszarów o ciepłym klimacie i u nas nie przetrzymują zimy. Uprawiane w skrzynkach i doniczkach na balkonach można przetrzymać przez zimę w zimniejszym pomieszczeniu, jednak jest to trudne i zazwyczaj również uprawia się je jako jednoroczne.
- Pielęgnacja: Wymagają stałej i raczej dużej wilgotności. Podlewać należy wodą bezwapniową, nie zwilżając przy tym liści. Gatunki o ozdobnych liściach potrzebują większej wilgotności, niż te o ozdobnych kwiatach. W mieszkaniu podlewa się latem dwa razy w tygodniu, zimą co 7–10 dni, begonie uprawiane na zewnątrz w skrzynkach podlewa się zazwyczaj codziennie. Od kwietnia do września należy roślinę zasilać rozcieńczonym nawozem wieloskładnikowym. Gdy powietrze jest nadmiernie suche liście należy zraszać (dotyczy to begonii uprawianych w pomieszczeniach przy centralnym ogrzewaniu). Nie należy nabłyszczać liści. Rośliny pokojowe przesadza się co 2–3 lata do większej doniczki. Większości gatunków nie przycina się, jest to konieczne jedynie dla gatunków wytwarzających długie pędy, jak np. begonia koralowa.
- Rozmnażanie: Jest różne dla różnych gatunków. Przez nasiona można rozmnażać tylko nieliczne odmiany, które zachowują cechy rośliny macierzystej. Najprościej jest rozmnażać przez podział rozrośniętych kęp, które wytworzyły nowe pędy, jednak jest to możliwe tylko dla niektórych silnie rozrastających się odmian. Wiele odmian rozmnaża się przez sadzonki pędowe otrzymywane z wierzchołkowego odcinka łodygi. Ukorzeniają się dość łatwo, najlepiej w temp. ok. 25 °C i pod folią. Niektóre (np. begonię bulwiastą) rozmnaża się przez podział bulwy. Gatunki i odmiany o ozdobnych liściach rozmnaża się głównie przez sadzonki liściowe, jest to jednak dość trudne i trwa długo, dlatego też zazwyczaj kupuje się wyhodowane przez specjalistów młode rośliny.

## Choroby i szkodniki
- choroby grzybowe, szczególnie szara pleśń, mączniak prawdziwy i czarna zgnilizna korzeni. Begonie są podatne na choroby grzybowe, gdyż mają mięsiste pędy zawierające dużo wody. Chorobom tym sprzyja nadmierne podlewanie rośliny, a dla roślin na zewnątrz domu długotrwałe opady deszczu. Zwalcza się je wielokrotnym opryskiwaniem fugicydami.
- przędziorki – bardzo drobne (ok. 0,2 mm długości) pajęczaki z grupy roztoczy, występujące głównie na spodniej stronie liścia. Ich liczne występowanie objawia się przymieraniem i matowieniem liści, a na ich spodniej stronie widoczne są pajęczynki. Zwalcza się je środkami roztoczobójczymi o działaniu wgłębnym.
- nicienie w glebie – objawem ich występowania jest odbarwienie liści i nabrzmienia na korzeniach. Brak skutecznego sposobu zwalczenia. Roślinę należy wyrzucić wraz z ziemią.
- choroby wirusowe – objawiają się zniekształceniem liści i żółtymi plamami. Brak skutecznego sposobu zwalczenia, roślinę należy niezwłocznie zniszczyć, by choroba nie przenosiła się na inne rośliny.

## Systematyka
Pozycja w systemie APG II (2003)
Badania nad filogenezą spowodowały w ostatnich latach włączenie do rodzaju Begonia roślin wyłączanych wcześniej w osobne rodzaje takie jak Symbegonia (stanowiących jedną z linii rozwojowych w obrębie rodzaju). Begonia to rodzaj siostrzany dla monotypowego rodzaju Hillebrandia z gatunkiem H. sandwicensis. Oba stanowią rodzinę begoniowatych w obrębie rzędu dyniowców należącego do kladu różowych roślin okrytonasiennych.
Pozycja w systemie Reveala (1993-1999)
Gromada okrytonasienne (Magnoliophyta Cronquist), podgromada Magnoliophytina Frohne & U. Jensen ex Reveal, klasa Rosopsida Batsch, podklasa ukęślowe (Dilleniidae Takht. ex Reveal & Tahkt.), nadrząd Cucurbitanae Reveal, rząd begoniowce (Begoniales Dumort.), podrząd Begoniineae Engl., rodzina begoniowate (Begoniaceae C. Agardh), podrodzina Begonioideae Eaton, plemię Begonieae, rodzaj begonia (Begonia L. Klotzsch).
Gatunki
Wybrane (częściej uprawiane) gatunki:
- Begonia aconitifolia A.DC
- Begonia bismarckii hort. – begonia Bismarka
- Begonia boliviensis A. DC.– begonia boliwijska
- Begonia bowerae Ziesenh. – begonia Bowera
- Begonia coccinea Hook.
- Begonia corallina Carrière – begonia koralowa, b. plamista
- Begonia fimbriata Liebm. – begonia strzępiasta
- Begonia foliosa Kunth var. miniata (Planch. & Linden) L. B. Sm. & B. G. Schub. – begonia fuksjowata
- Begonia gracilis H.B.K. – begonia delikatna
- Begonia heracleifolia Cham. & Schlecht. – begonia barszczolistna
- Begonia hiemalis Fotsch – begonia zimowa
- Begonia masoniana Irmsch. – begonia Masona
- Begonia metallica W. G. Sm. – begonia metaliczna
- Begonia phyllomaniaca Mart.
- Begonia ×ricinofolia – begonia rącznikolistna
- Begonia rex Putz. – begonia królewska
- Begonia semperflorens Link et Otto – begonia stale kwitnąca
- Begonia ×tuberhybrida Voss – begonia bulwiasta
- Begonia ulmifolia Willd. – begonia wiązolistna

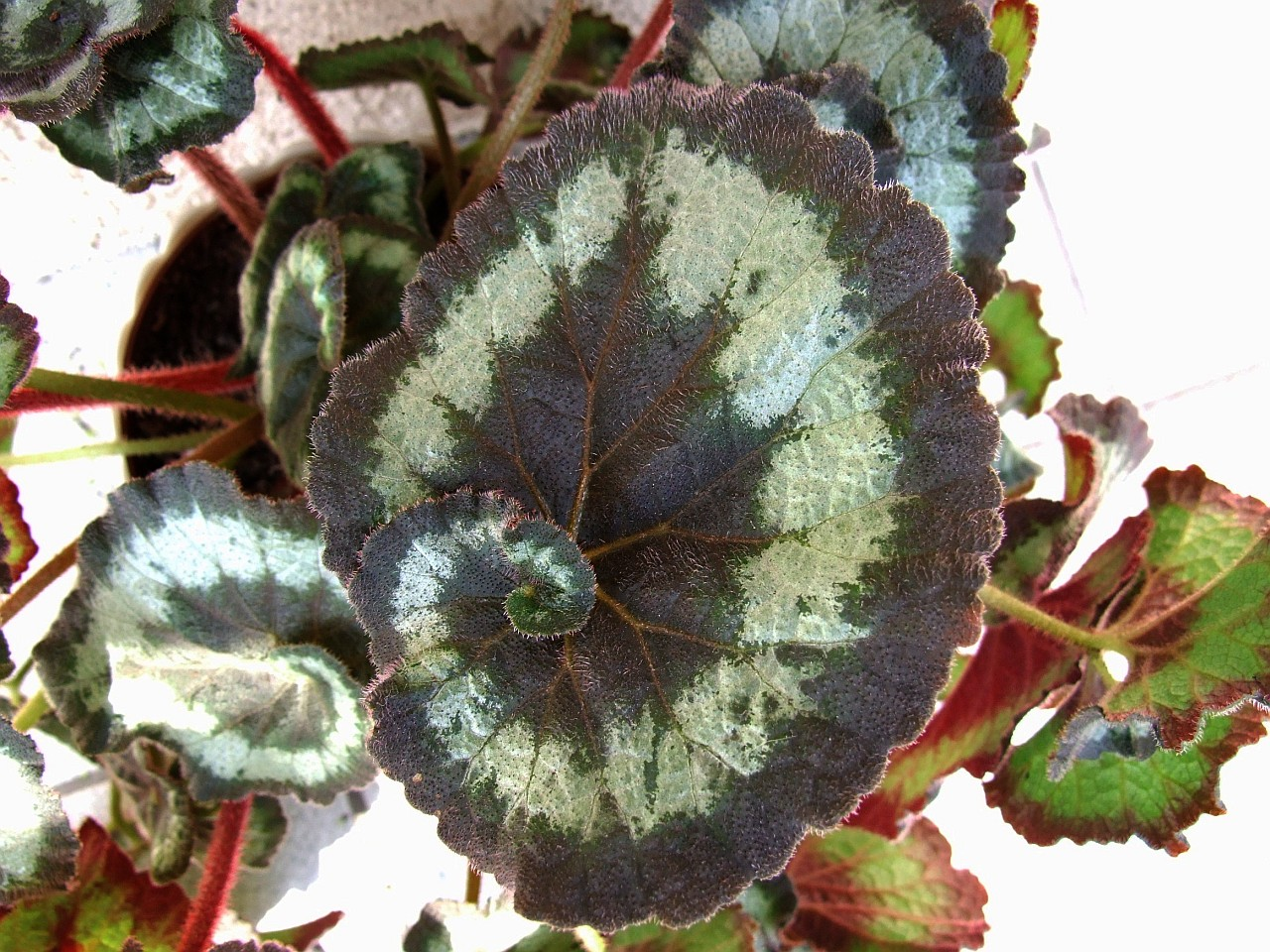
Ozdobne liście begonii królewskiej
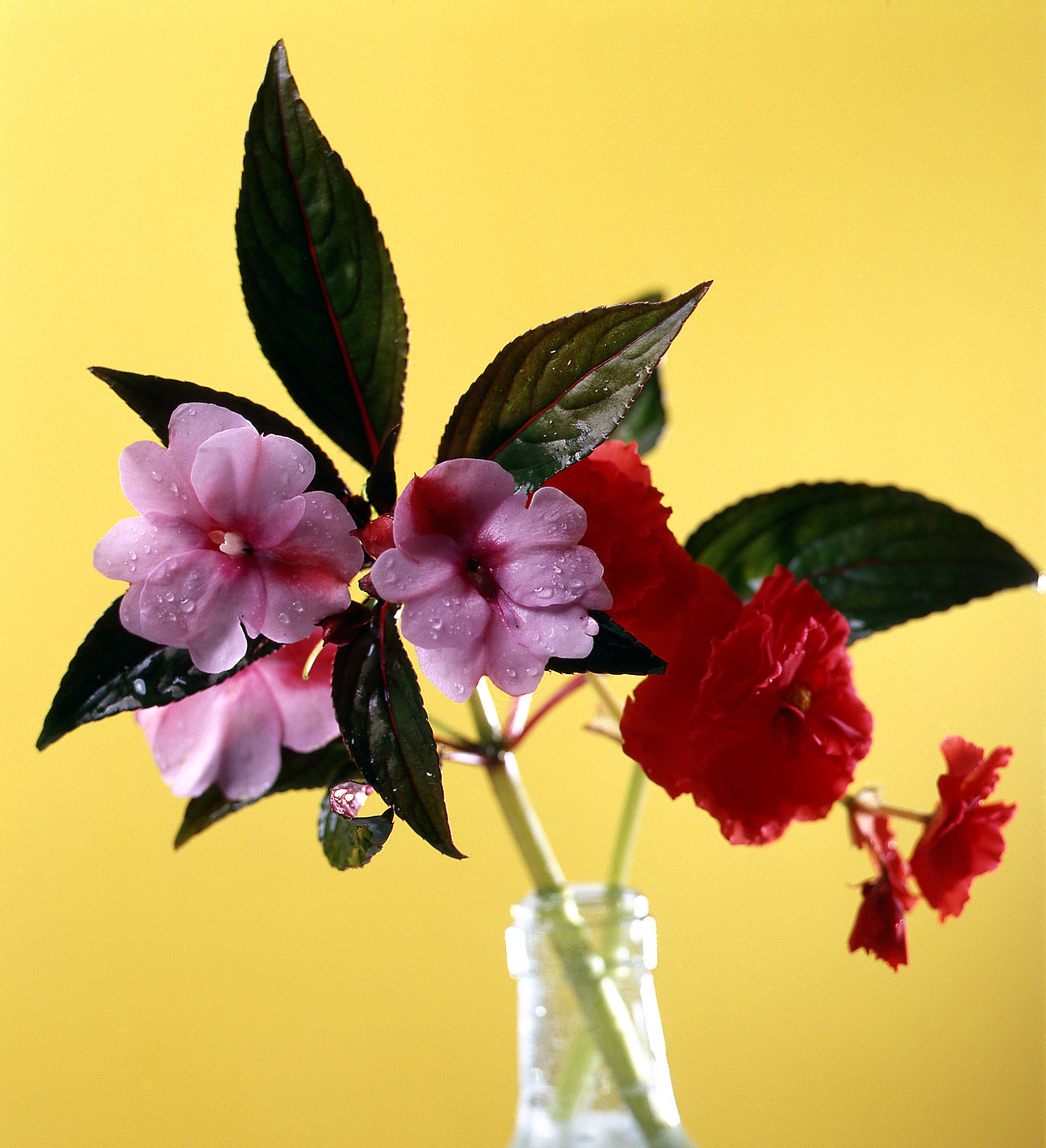
Begonia bulwiasta
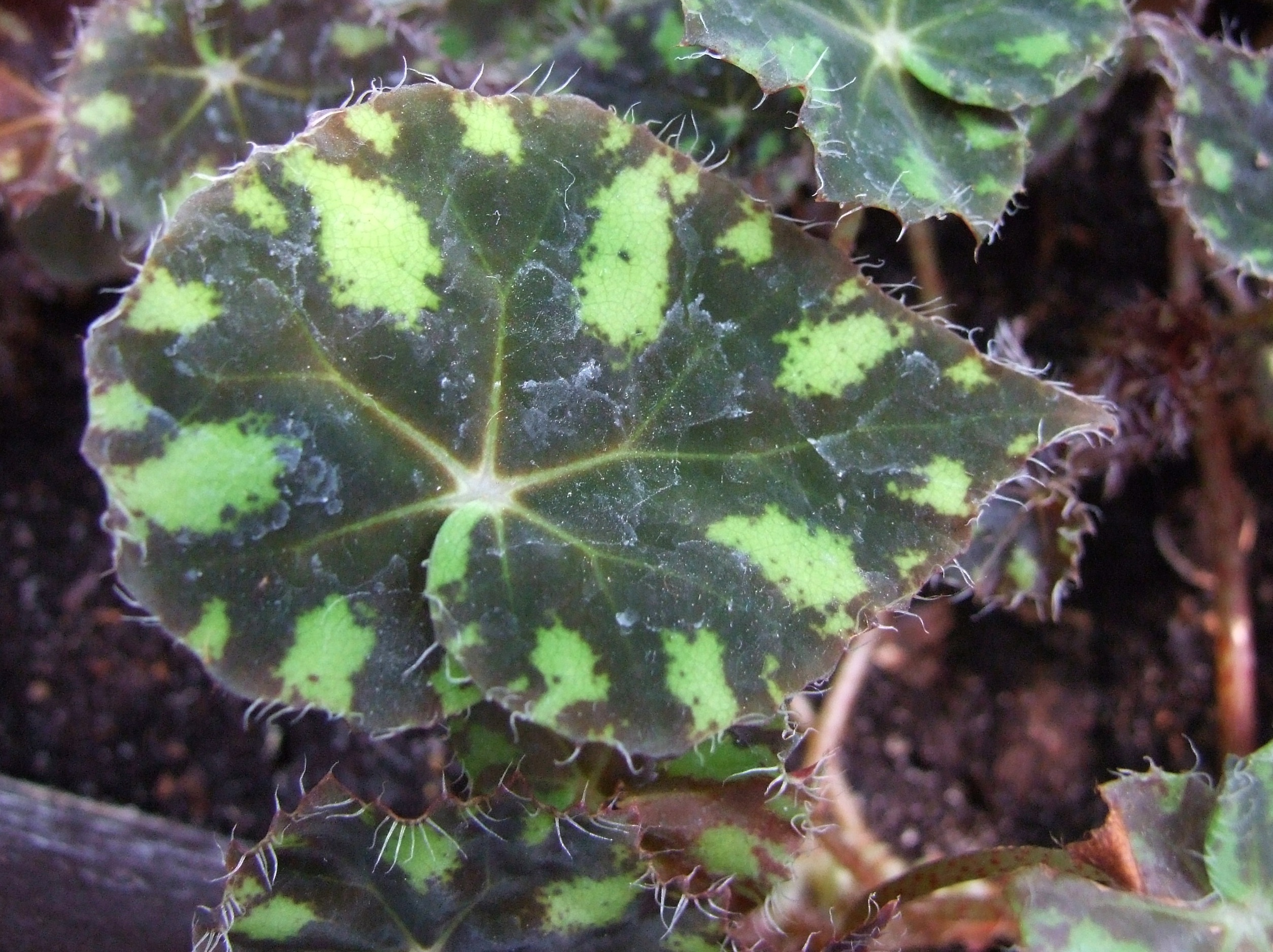
Begonia Bowera
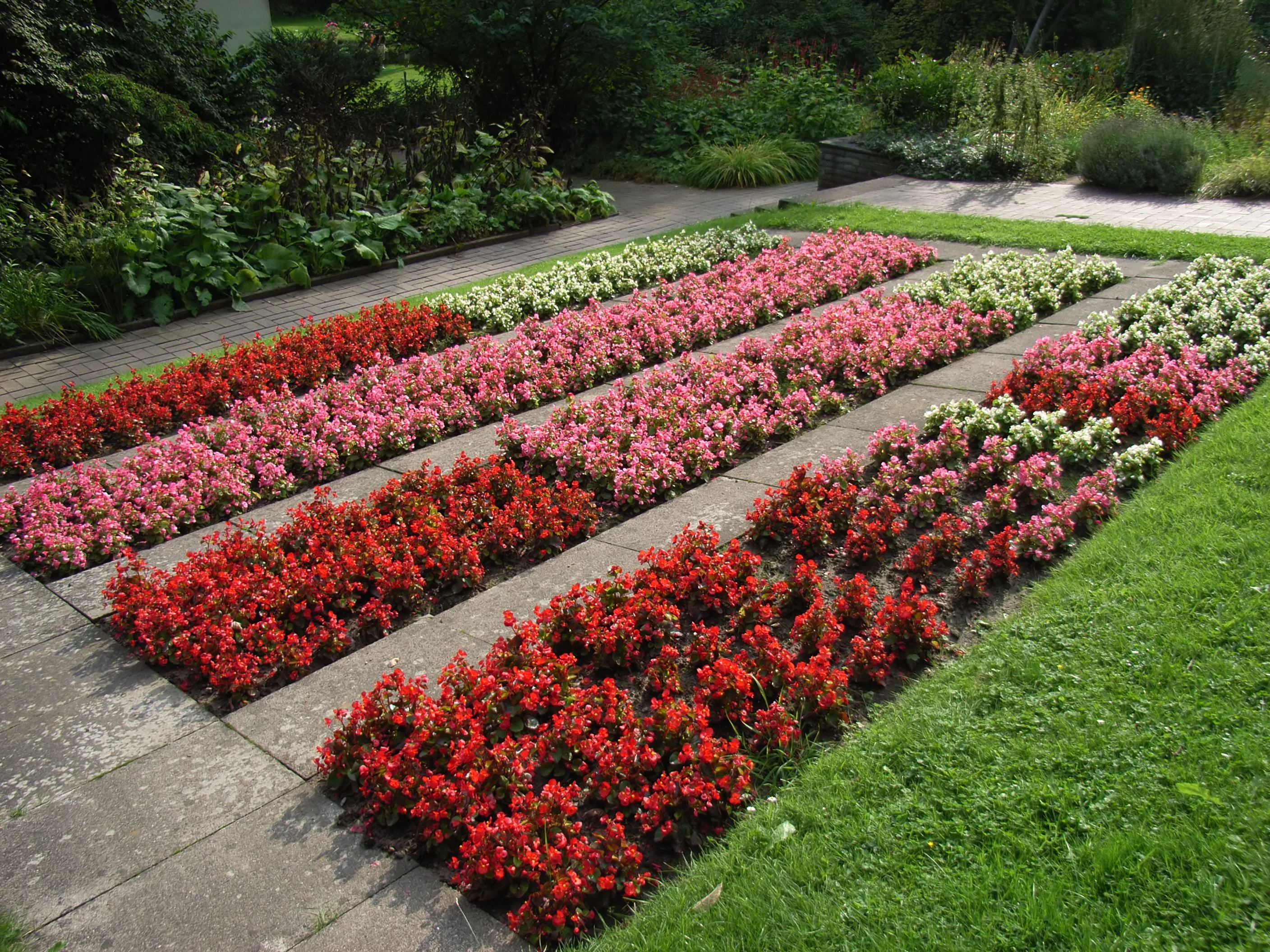
Begonia stale kwitnąca na rabatach
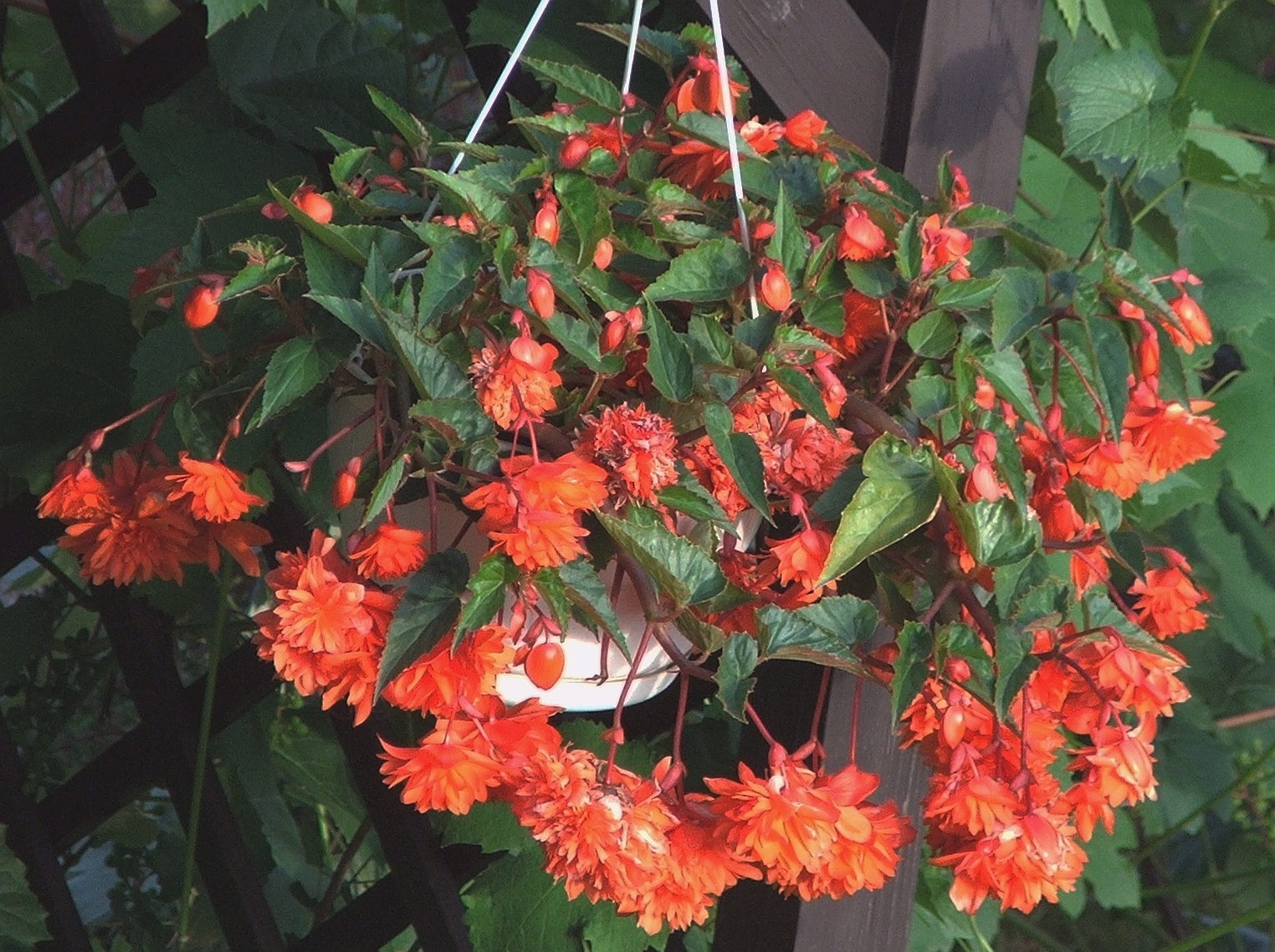
Begonia zwisająca
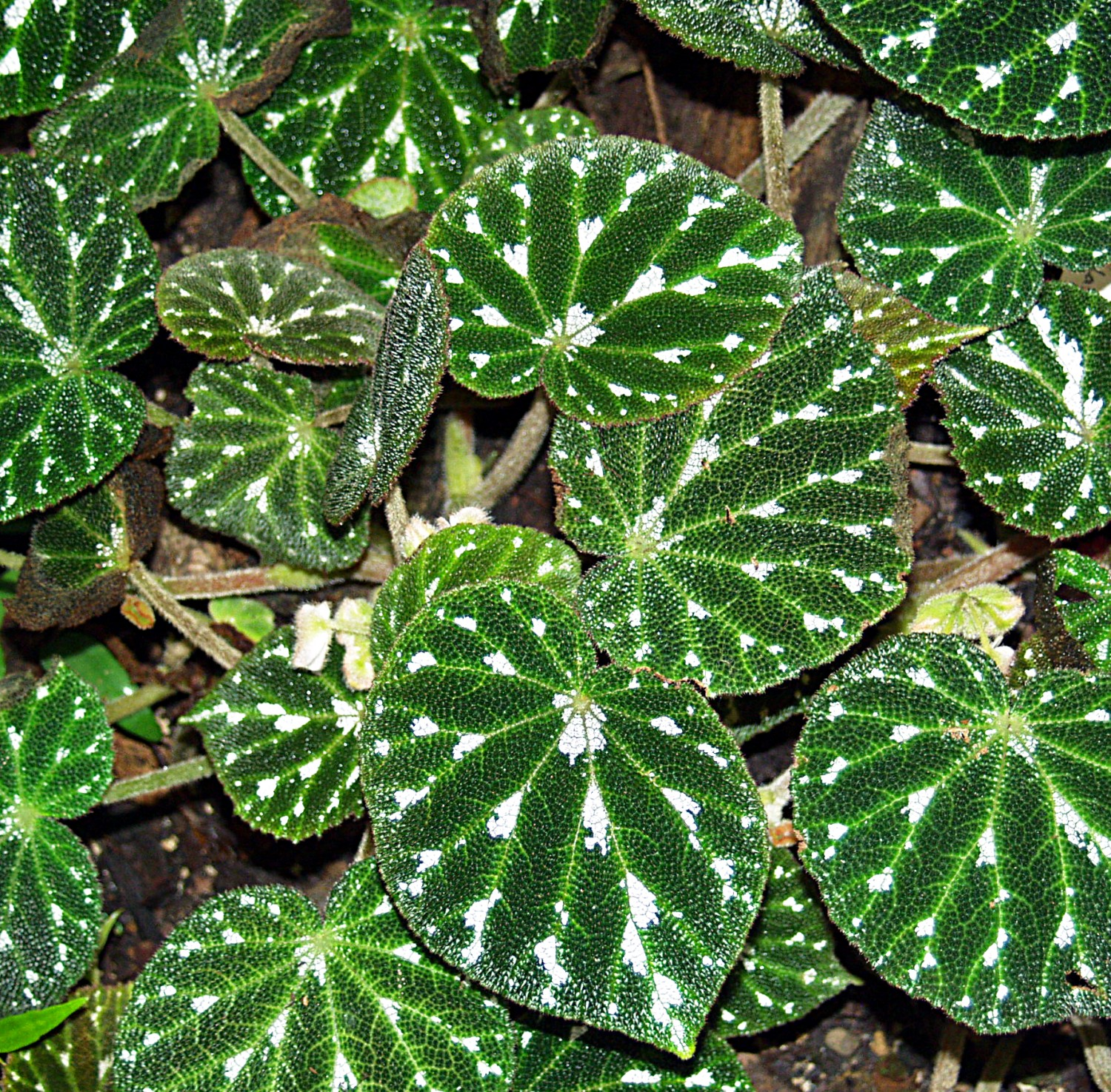
Begonia pustulata
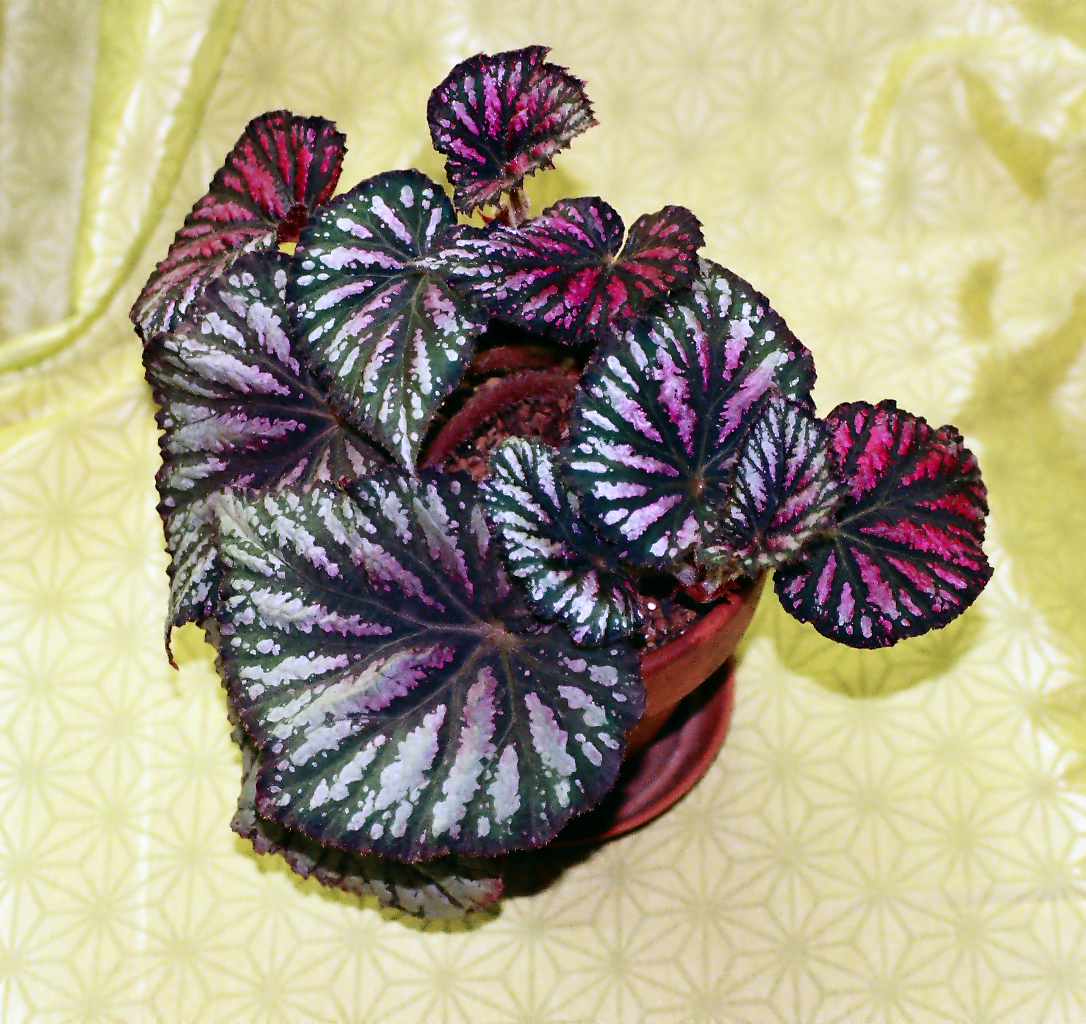
Begonia królewska
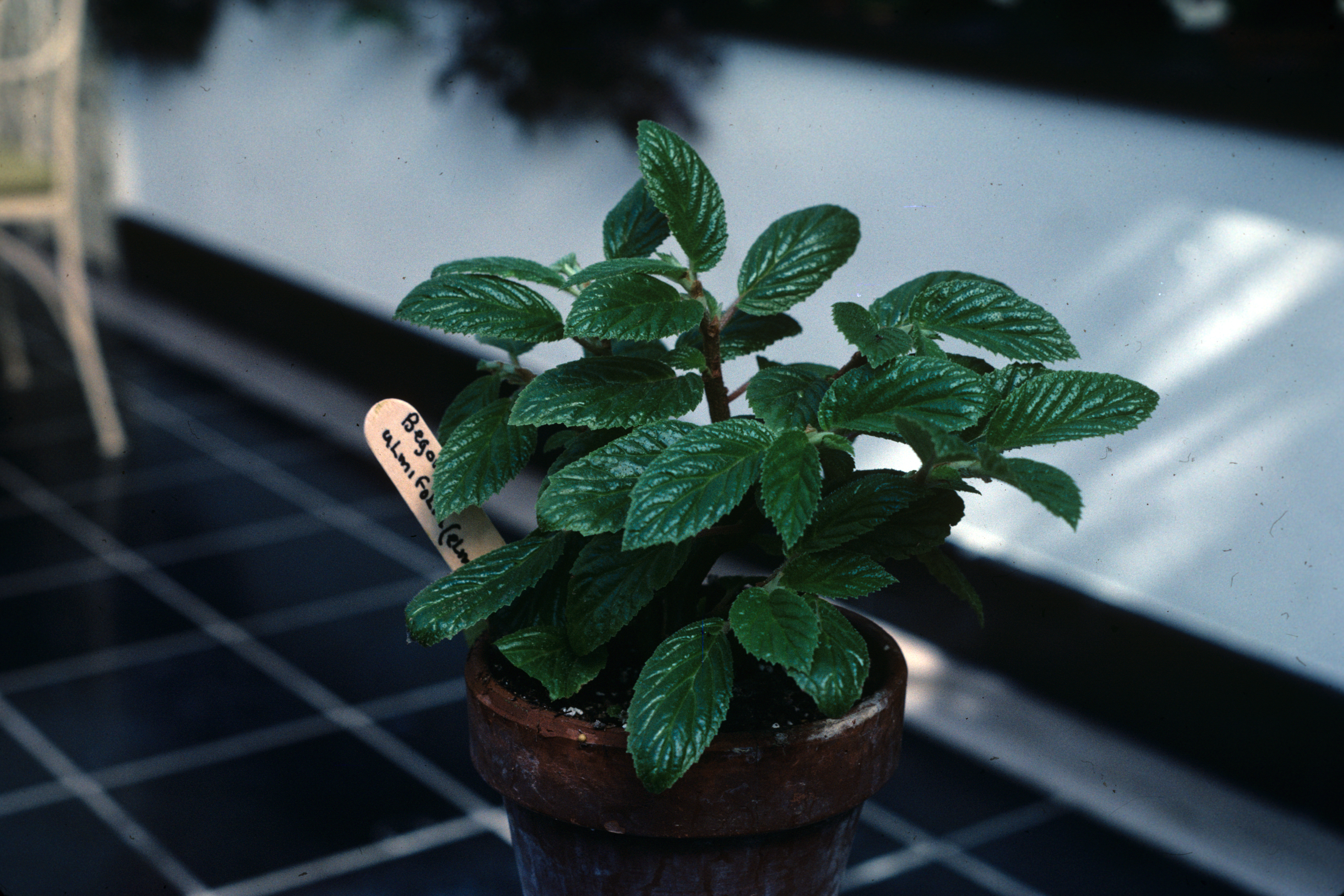
Begonia wiązolistna
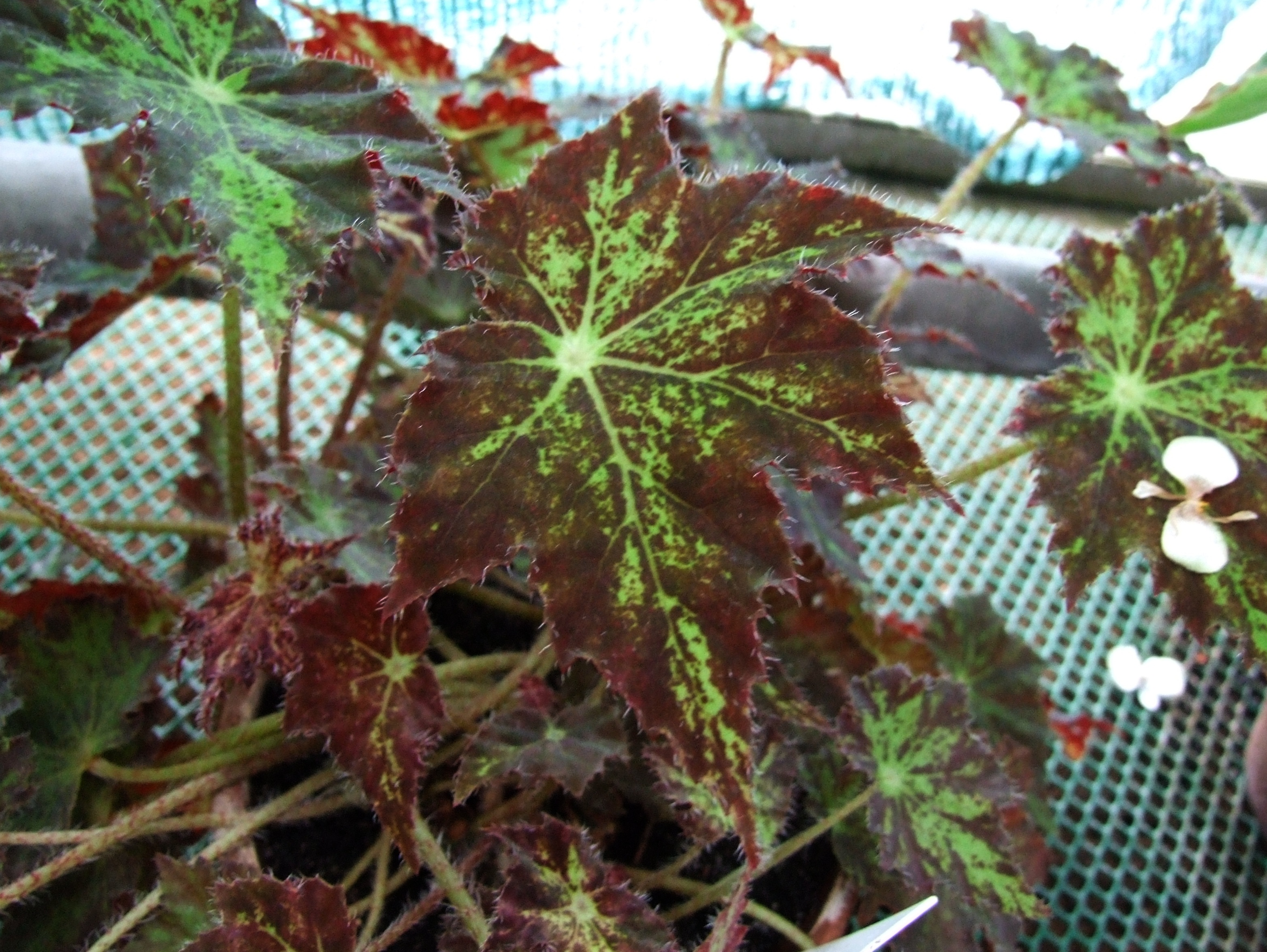
Begonia barszczolistna